# 布埃纳维斯塔 (萨拉曼卡省)
布埃纳维斯塔，是西班牙卡斯蒂利亚-莱昂萨拉曼卡省的一个市镇。 总面积27平方公里，总人口123人（2001年），人口密度5人/平方公里。